# Salix laevigata
Salix laevigata — вид квіткових рослин із родини вербових (Salicaceae).

## Морфологічна характеристика

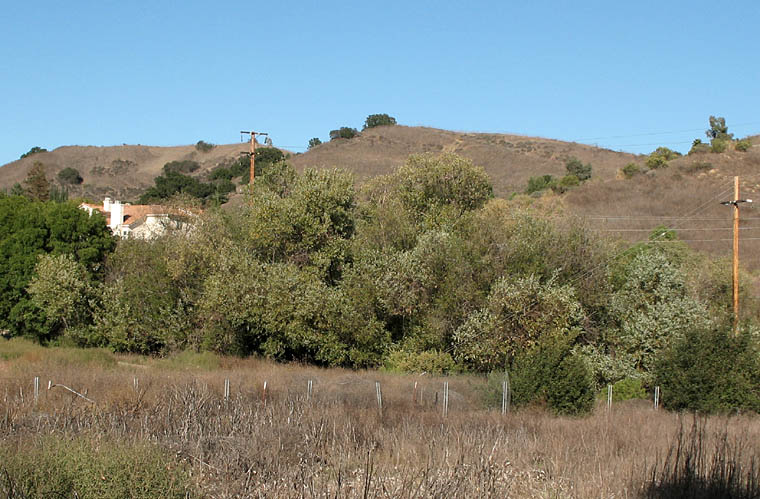

Це дерево 2–15 метри. Гілки від гнучких до дуже крихких біля основи, від сіро-коричневих до жовто-коричневих, голі або ворсинчасті; гілочки жовто-бурі чи червоно-бурі, голі, густо ворсинчасті, оксамитові або волосисті, вузли волосисті. Листки на ніжках 3.5–18 мм: найбільша листкова пластина ременеподібна, вузько видовжена, вузько-еліптична, ланцетоподібна або обернено-яйцювата, 53–190 × 11–35 мм; краї городчасті, цільні або тонко-пилчасті; верхівка загострена, гостра чи хвостата; адаксіальна (верх) поверхня гола чи запушена, волоски розповсюджені, білі та/або залозисті; адаксіальна — сильно чи злегка блискуча гола чи запушена; молода пластинка гола чи помірно щільна, довго-шовковиста до ворсистої абаксіально, волоски білі та/або залозисті. Сережки: тичинкові 31–83 × 7–13 мм; маточкові 28–79 × 6–11 мм. Коробочка 3–5.5 мм.

## Середовище проживання
США і Мексика: Аризона, Каліфорнія, Північно-Західна Мексика, Невада, Нью-Мексико, Орегон, Юта. Населяє прибережні ліси вздовж струмків, ділянки просочування, джерела, сублужні або солонуваті береги озер, каньйони, канави; 0–2200 метрів.

## Використання
Дерево збирають із дикої природи для місцевого використання як їжу, ліки та джерело матеріалів. Іноді його вирощують як декоративну рослину.